# 11728 Einer
11728 Einer è un asteroide della fascia principale. Scoperto nel 1998, presenta un'orbita caratterizzata da un semiasse maggiore pari a 2,8647771 UA e da un'eccentricità di 0,0166937, inclinata di 3,24920° rispetto all'eclittica.